# Paweł Matulewicz
Paweł Matulewicz (ur. 1 lutego?/14 lutego 1908 w Lidzie, zm. 29 maja 2004 w Gdyni) – polski duchowny rzymskokatolicki, kanonik honorowy Kapituły Archikatedralnej Gdańskiej.

## Życiorys
Pochodził z Lidy w województwie nowogródzkim na Kresach Wschodnich. W 1926 zdał maturę. Po maturze wstąpił do Wyższego Seminarium Duchownego w Wilnie i po ukończeniu studiów na Wydziale Teologicznym Uniwersytetu Stefana Batorego w Wilnie uzyskał tytuł magistra teologii. 12 czerwca 1932 przyjął święcenia kapłańskie z rąk arcybiskupa metropolity wileńskiego Romualda Jałbrzykowskiego. Po święceniach pracował jako wikariusz i prefekt w parafiach: w Zelwie k. Wołkowyska (1932–1933), później w Dąbrowie k. Grodna (1933–1934) oraz w latach 1934–1945 przy kościele św. Rafała w Wilnie. 1 marca 1945] abp. Jałbrzykowski mianował go proboszczem parafii Najświętszego Serca Jezusowego w Podbrzeziu k. Wilna (dekanat Kalwaryjski).
1 października 1945	ks. Paweł Matulewicz przybywa do Diecezji Gdańskiej jako repatriant i zamieszkuje w Sopocie, początkowo w plebanii kościoła Gwiazdy Morza przy ul. Kościuszki, a od 15 stycznia 1946 zamieszkuje na stałe przy ul. Czyżewskiego. 
Tu również pracuje jako prefekt w sopockich szkołach: Państwowe Gdańskie Gimnazjum i Liceum Handlowe (1945–1951 i 1957–1958), Zasadnicza Szkoła Poligraficzna (1951–1952), Szkoła Podstawowa nr. 7 (1956).
10 października 1947 ks. Andrzej Wronka – administrator apostolski, mianuje ks. Pawła Matulewicza administratorem, a w 1986 biskup Tadeusz Gocłowski – ordynariusz gdański, proboszczem
parafii św. Jerzego w Sopocie.
W dowód zasług został w 1978 ustanowiony kanonikiem honorowym nowo utworzonej kapituły katedralnej gdańskiej. 
Od października 1991 ks. Matulewicz przebywał na emeryturze i mieszkał jako rezydent w swym mieszkaniu przy ul. Czyżewskiego. W ciągu całej posługi w parafii św. Jerzego ks. Kanonik ochrzcił 3676 dzieci i pobłogosławił śluby 1359 par małżeńskich. 22 czerwca 1997 ks. Matulewicz obchodził 65-lecie święceń kapłańskich. Uroczystej Mszy św. przewodniczył arcybiskup metropolita gdański Tadeusz Gocłowski, a homilię wygłosił kardynał Henryk Gulbinowicz. Zaś 12 czerwca 2002 świętował jubileusz 70-lecia kapłaństwa. Jubileuszowej  eucharystii przewodniczył abp. Wojciech Ziemba.

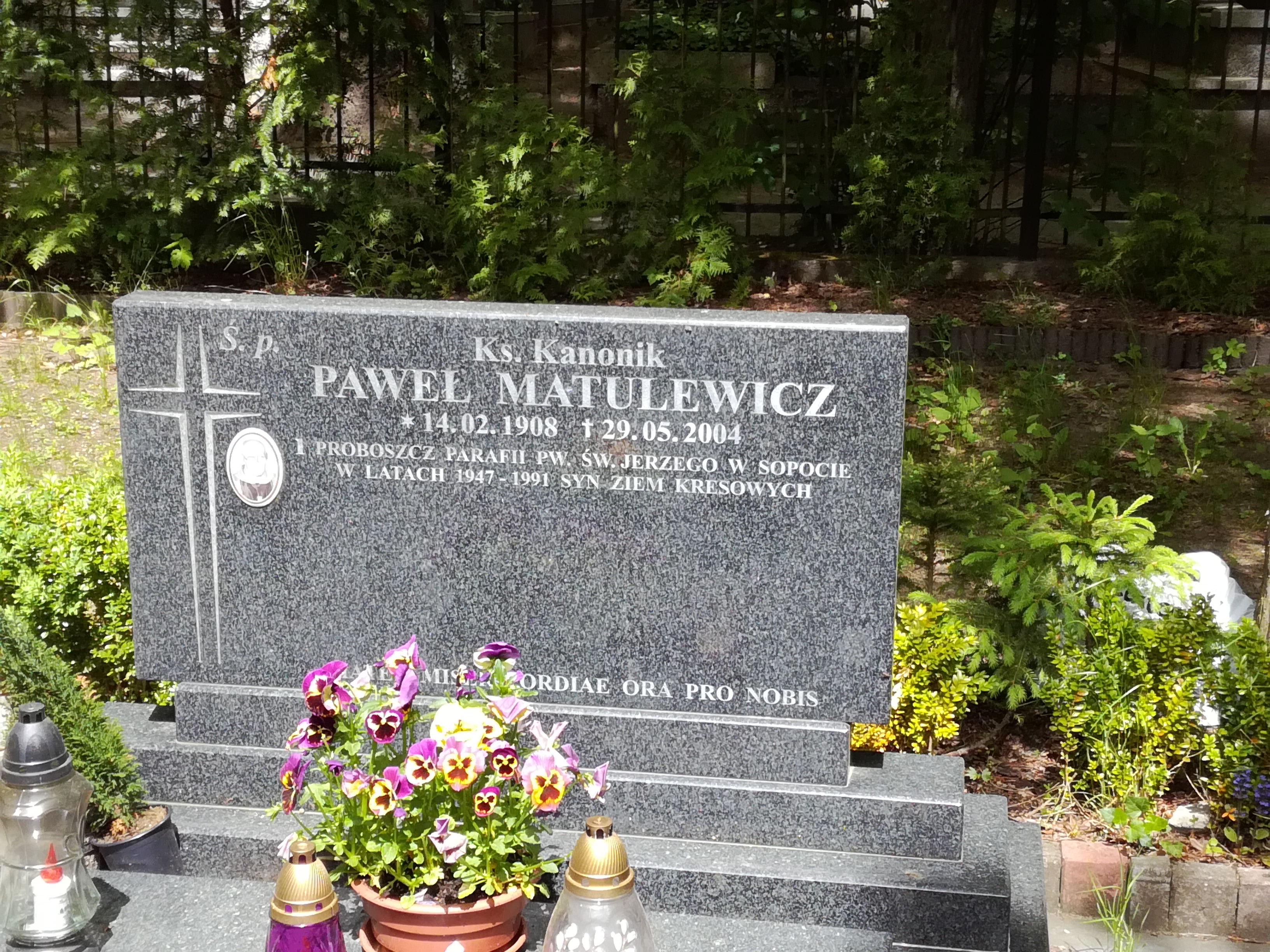
Grób ks. Pawła Matulewicza na cmentarzu komunalnym w Sopocie

Zmarł 29 maja 2004 w Centrum Pomocowym Caritas im. św. Ojca Pio w Gdyni. Pochowany został na Cmentarzu komunalnym w Sopocie na ul. Jacka Malczewskiego przy kościele parafialnym NSPJ; obok ks. Franciszka Gruczy (kwatera L1-K-2).

## Upamiętnienie
Z inicjatywy Urzędu Miasta Sopotu dnia 28 marca 2017 w kościele św. Jerzego odsłonięto i poświęcono ufundowane tablice, upamiętniające dwóch wybitnych Sopocian ks. kanonika Pawła Matulewicza i ks. dr Jana Kaczkowskiego przy bocznym ołtarzu św. Józefa Robotnika. Mszy św. oraz odsłonięcia tablic dokonał ks. kmdr Zbigniew Rećko – dziekan Marynarki Wojennej.